# WHO-Präqualifizierung
Die WHO-Präqualifizierung ist ein Programm der  Weltgesundheitsorganisation. Ziel ist, wichtige Arzneimittel, in-vitro-Diagnostika und  bestimmte andere Produkte, die der Verbesserung der öffentlichen Gesundheit zugutekommen, auch Ländern mit niedrigem und mittlerem Einkommen (LMIC) in einwandfreier Qualität verfügbar zu machen. Die ersten Präqualifizierungen durch die WHO gab es ab 1987 für Impfstoffe, 1988 folgten solche für in-vitro-Diagnostika und 2001 für therapeutische Arzneimittel. Hinzugekommen sind Präqualifizierungsverfahren für Immunisation Devices (im Zuge von Impfungen eingesetztes Zubehör und Equipment) und Vector Control Products (Mittel zur Abwehr von Krankheitsüberträgern).

## Ablauf
Die Präqualifizierung umfasst verschiedene Tätigkeiten wie die Beurteilung von Produkten und deren Qualitätskontrolle, deren Daten der WHO zu diesem Zweck vorgelegt werden. Hinzu kommen die Inspektion von Produktionsstätten, Qualitätskontroll- und  Leistungsbewertungslaboratorien und deren Akkreditierung. Ferner leistet die WHO Unterstützung, indem sie Ausbildungen anbietet, technische Hilfe für Hersteller und Kontrolllabore bereitstellt und die nationalen Regulierungsbehörden bei der Umsetzung der regulatorischen Abläufe (z. B. Arzneimittelzulassung) unterstützt.

## Impfstoffe
In der Erkenntnis, dass Impfung der Schlüssel zum Schutz von Kindern vor Krankheiten wie Diphtherie, Polio, Masern und Tetanus ist, begann die WHO 1987 mit der Präqualifizierung von Impfstoffen. Dabei wird auch  auf spezifische Bedürfnisse nationaler Impfprogramme in Bezug auf Merkmale wie Thermostabilität, Aufmachung, Etikettierung und Versandbedingungen geachtet. Die WHO-Präqualifizierung ist Voraussetzung dafür, dass Impfstoffe von UN-Organisationen – wie beispielsweise der Unicef oder der Panamerikanischen Gesundheitsorganisation – erworben und in internationalen Impfkampagnen eingesetzt werden können.

## Arzneimittel
Das Arzneimittel-Präqualifizierungsprogramm der WHO beinhaltet die Präqualifizierung von pharmazeutischen Wirkstoffen, Fertigarzneimitteln und Qualitätskontrolllaboratorien für chemische und mikrobiologische Tests von Arzneimitteln. Im Mittelpunkt stehen Medikamente, die für die Fortpflanzungsgesundheit und gegen Infektionskrankheiten wie HIV/AIDS, Malaria, Tuberkulose sowie gegen Durchfallerkrankungen  eingesetzt werden. Zudem wurde die Präqualifizierung auf ausgewählte biotherapeutische Produkte ausgeweitet, etwa zur Behandlung bestimmter Krebsarten sowie Humaninsulin gegen Diabetes.

## Emergency Use Listing
Das Verfahren Emergency Use Listing (EUL) ist ein Verfahren zur Bewertung noch nicht zugelassener Impfstoffe, Therapeutika und in-vitro-Diagnostika. Es kommt in Notsituationen im Bereich der öffentlichen Gesundheit zur Anwendung, beispielsweise einer Pandemie, und soll die Verfügbarkeit dieser Produkte  beschleunigen. Dazu kann das Herstellerunternehmen einen Antrag bei der WHO stellen, die das Präparat einer Nutzen-Risiko-Bewertung unterzieht. Fällt sie positiv aus, wird das Produkt in einer Liste aufgenommen. Neben der Wirksamkeit und Sicherheit wird auch die Eignung der Fertigungsstätten, in denen Impfstoffe hergestellt wird, geprüft. Das EUL-Verfahren geht der eigentlichen Präqualifizierung voran. Der Antragsteller verpflichtet sich, die Entwicklung des Produkts abzuschließen und eine WHO-Präqualifizierung zu beantragen, sobald das Produkt lizenziert ist.

## Veröffentlichung
Die WHO veröffentlicht präqualifizierte Produkte, Produkte im Emergency-Use-Listing-Verfahren und Bewertungsberichte (WHO Public Assessment Reports, WHOPARs) auf ihren Webseiten.